# トレッセッテ
トレッセッテ（Tressette）またはトレゼッテ（Tresette）は、イタリアのトリックテイキングゲームである。スコパ・ブリスコラと並ぶ国民的なトランプゲームである。
ポイントトリックゲームに属するが、カードの強弱が独特な点、A以外のカードの点数を3枚ずつまとめて計算する点、切り札がない点に特徴がある。

## 歴史
文献上トレッセッテの最古の記録は18世紀はじめのものであるが、切り札がないことから見て、さらに古くからあるゲームであることが示唆される。
ゲームの名前は文字通りには「3つ(tre)の7(sette)」を意味するが、名前の由来は不明である。現在では不明になったスコアの組み合わせを意味しているか、または21点（3×7）に達するまでゲームを続けることに由来するかもしれない。
イタリアでは、地域によって多くの異なった変種がある。

## ルール
トレッセッテは、イタリアで普通の40枚のトランプを使って競技する。イタリアのトランプは貨幣・カップ・剣・棍棒の4つのスートがあり、各スートはA、2から7までの数札、および歩兵(fante)・騎士(cavallo)・王(re)の3種類の絵札からなっている。
トレッセッテのランク順は独自であり、2と3がAよりも強い。したがって強い方から 3 > 2 > A > 王 > 騎士 > 歩兵 > 7 > 6 > 5 > 4 となっている。同様のランクを持つゲームにはトルーコがある。
ここでは、もっとも普通の、4人が2つのチームになって競技する場合を説明する。ディーラーはプレイごとに反時計回りに交代する。プレイも反時計回りに進行する。
ゲームの目的は何回かのプレイを繰り返して、21点以上を取ることである。21点に達したら、プレイ途中でも中断して、21点になった側の勝ちになる。
各競技者に10枚の手札が配られる。最初のトリックはディーラーの右隣がリードする。ほかの競技者は、リードと同じスートのカードを持っていればそれを出さなければならない。なければ何を出しても構わない。トリックは、リードと同じスートで最強のカードを出した競技者が勝利する。勝利した競技者はそのトリックで出たカードを獲得し、自分の前に裏向けに置く。それから次のトリックをリードする。以上を手札が尽きるまで繰り返す。

### 得点
絵札（王・騎士・歩兵）と3と2については、1枚あたり1⁄3点の点数がある。Aは1枚で1点である。各競技者はカードの点数の合計の整数部分だけを得点にできる。最後のトリックを取った競技者は追加の1⁄3点（Parlett (1992,2004) によると1点）を得る。すべてのカードを合計すると10+2⁄3点になる。最後のトリックを合わせて、1回のプレイで最大11点が獲得できる。プレイはだれかが21点以上になるまで繰り返される。

### 特殊ルール
手札の点数が1点未満の競技者は、配りなおしを要求することができる。ローカルルールによっては他の条件でも配りなおしを要求できることがある。
Parlett (1992,2004) によると、1つのチームが全部のトリックを取ったときはカッポット（cappotto）といって、ゲームの勝利によって得られるチップの2倍を得る。全部のトリックを取らずに11点全部を取ったらストラマッツォ（stramazzo）といって、チップの3倍を得る。チームでなくひとりで同じことをした場合は、それぞれカッポットーネ（cappottone）・ストラマッツォーネ（stramazzone）といい、それぞれ6倍・8倍になる。

### 2人で競技する場合
トレッセッテは2人で競技することもできる。この場合も手札は10枚であるが、余った20枚のカードは裏返して場に積んでおく。1トリックが終わるごとに、山札がまだ残っているならば、勝者から先に1枚ずつ山札から取って手札に加える。取ったカードは表を向けて相手に見せなければならない。それ以外のルールは4人で競技する場合と同じである。

## 戦略

### 基本的な戦略
トレッセッテの基本的な戦略は、なるべく多くのAを集めることにある。Aがほかの絵札よりも3倍の価値があるためである。したがって、自分でAを持っている競技者は、通常は相手のもつ同じスートの3や2を「剥がす」ことを試みる。3や2が出てしまえば、Aは安全に出すことが可能になり、1点を獲得できるからである。よって、Aおよびそれと同じスートの低位のカードを持っている場合、まず低位のカードを出して、相手が3や2を出さざるを得なくなり、それによってAが安全に出せるようになることを期待する。もちろん、同じスートのA・2・3を一手に持っていれば（これはナポレターナ・ナポリなどと呼ばれる）、Aは安全に出すことができるので極めて強力な手札であるが、他のスートのリードによって捨て札として出すことを強制されることがないように注意しなければならない。最後のトリックを取ることで点数が得られるので、各競技者は終盤にはいると最終トリックに備えてカードの出し方を調整しようとする。

### パートナーとの情報交換
チームを組んで競技する場合、ゲームに関するパートナーとのいかなる会話も禁じられている。これはブリスコラの場合と対照的である（「トレッセッテは4人のおしが発明し、ブリスコラは4人のうそつきが発明した」という言い伝えがある）。しかし、パートナーと交換することのできる3種類のサインがある。
ブッソ（Busso、ノック） - テーブルをノックする。これはトリックをリードする者だけが使用し、パートナーに同じスートの最大のカードを出してトリックを取るように伝える。また、パートナーが勝った場合、パートナーは同じスートのカードをリードすることが期待される。この戦略によって、強力なカード（2や3）を持っている競技者は、実際にそのカードを出さずに、パートナーが残りの強力なカードを持っているかどうか確認でき、それによって強いカードどうしを相討ちにしなくてすむ。またゲームを自分のコントロール下に置きつづけることができる。
ヴォーロ（Volo、飛行）- カードをテーブルの数センチ上からカードを落下させる。このサインは、競技者の手札中にあるそのスートの最後の1枚を出したことを意味する。
ストリッショ（Striscio、こする）またはリッショ（Liscio、すべらせる）- カードを出す前にテーブル上をすべらせる。このサインはそのスートのカードをたくさん持っていることを意味する。地方によってはこのサインは廃れており、口で会話するのと同様ルール違反であると考えられている。

## 変種

### ナポレターナ
ナポレターナ（Napoletana）は、トレッセッテ・コン・ラックーゾ（Tressette con l'accuso）とも言い、ゲーム中に手役（accuso）を宣言するとボーナス点がつく変種である。31点まで競技される。A・2・3のいずれかの3枚組、またはナポレターナ（同じスートのA・2・3）が手札にある競技者は、そのうちの1枚を出すときにそのことを宣言すると、3点が得られる。A・2・3のいずれかの4枚組を持っている場合も3点が得られる。
2人で競技する場合、ある組み合わせを構成するカードのうち1枚を出したあと、山札を引くことによって組み合わせができたら、それについてもボーナス点が得られる。この目的のために、伝統的にはスコパと同様に獲得したカードのうちの1枚を表にしておく。

### チャパノ
チャパノ（Ciapanò、北イタリアのいくつかの方言での名称。「集めるな」、文字通りには「取るな」という意味）またはトラヴェルソーネ（Traversone、中央イタリアでは一般的にこう呼ばれる）は、もっとも少ない得点を得ることをゲームの目的とする。ある競技者が21点以上を得るまでゲームを続け、もっとも少ない点を取った競技者が勝つ。カッポット（cappotto）、すなわち11点すべてを集めた場合、その競技者は0点となり、ほかのすべての競技者が11点になる。
チャパノは2人以上で競技する。4・5人の場合は競技者は各自単独で戦う。手札は4人なら10枚、5人なら8枚になる。競技者が2人の場合は通常と同じである。競技者が3人の場合、ディーラーの右隣の競技者が14枚、それ以外が13枚の手札を得る。14枚のカードを持った競技者は、手札の中から1枚を選んで自分の右隣に渡す。受けとった競技者は、同様に1枚を右隣に渡す。最後のひとりは1枚を自分の横に置く。このカードは最後のトリックの勝者のものになる。
チャパノのローカルルールのひとつでは、ある特定のカード（ふつうは棍棒のA）を取ると11点が得られる。これは他のすべてのカードの点数の合計より大きい。このルールでは誰かが101点に達したときに終了する。それ以外のルールの違いはない。

### トレシェタ
トレシェタ（クロアチア語: Trešeta）は、クロアチアのアドリア海沿岸部、とくにダルマチアで競技されている。モンテネグロのアドリア海沿岸部、とくにコトル湾でも競技される。イタリアタイプの40枚のカードを使用する。各競技者が単独で競技することも可能だが、向かいあって座っている2人がパートナーとなってチーム戦を行うのがもっとも普通である。
イタリア版との主な違いは、トレッセッテが通常21点を目標とするのと異なり、競技者またはチームが41点になるまでゲームを続けるところにある。また、最後のトリックを取ったときの得点は1点で、1⁄3点ではない。以上を除くとカードの点数はイタリアのものと同じである。1⁄3点のカード（王・騎士・歩兵・3・2）のことは通常ベラ（bela）と呼ばれる。3枚のベラまたは3枚のAまたは同じスートの3枚の最高のカード（A・2・3）を持っていることをアクージャ（akuža）と呼ぶ。アクージャが役になるのは4人で競技している時のみである。アクージャを得た競技者は、即座に3点を得る。ただし最初のカードをプレイする前にアクージャは宣言しなければならない。
トレシェタは時計回りにプレーされる。

## 訳
1. ↑  イタリア語版記事によると、トラヴェルソーネでは以上と異なり、全員の手札の数が等しくなるようにあらかじめ4や5を抜いておく。3人なら4を1枚、6人なら全部の4、7人なら5を1枚と全部の4を抜く。何を抜いたかは全員にわかるようにする